# Bombyliomyia nigra
Bombyliomyia nigra là một loài ruồi trong họ Tachinidae.